# Adalolfo di Fiandra
Adalolfo o Aetelwulfo (893/9 – 13 novembre 933) è stato Abate laico di San Bertino dal 918 e poi conte di Boulogne  dal 922.

## Origine
Era il figlio secondogenito del secondo conte di Fiandra, conte di Artois e Abate laico di San Bertino, Baldovino II e di Elfrida, una delle figlie del re del regno anglosassone meridionale del Wessex, Alfredo il Grande (venerato come santo dalla Chiesa cattolica) e di sua moglie, Ealhswith, figlia di Æthelred detto Mucil (il Grande oppure il duca), che era il priore magistrato dei Gaini (una tribù della Mercia) e di sua moglie, la nobile, Eadburga.
Baldovino II di Fiandra era il figlio del primo conte di Fiandra e poi anche conte di Cambrai, Baldovino I e di Giuditta, figlia primogenita del re dei Franchi occidentali e futuro Imperatore d'Occidente (875-877), Carlo il Calvo e della prima moglie, la nipote di Adalardo il Siniscalco, Ermentrude (ca. 830-†869), figlia del conte di Orleans, Oddone (o Eudes) I e d'Engeltrude di Fézensac (sorella di Adalardo), forse discendente di Carlo Martello.

## Biografia
Nel settembre 918, secondo il documento 73 del Cartulaire de l'abbaye de Saint-Bertin, Adalolfo successe al padre come Abate laico di San Bertino e nel controllo della contea di Boulogne (in quello stesso documento veniva riportato che la madre, Elfrida, aveva deciso di seppellire il marito, Baldovino II nell'Abbazia di San Bertino a Saint-Omer).
Poi in quello stesso mese di settembre, Adalolfo, secondo il documento n° 14 delle Chartes et documents de l´abbaye de Saint Pierre au Mont Blandin à Gand, insieme alla madre, Elfrida el fratello, Arnolfo fece una offerta per l'anima di suo padre, Baldovino II.
Secondo gli Annales Blandinienses Adalolfo morì nel 933, mentre, secondo la Genealogiae Comitum Flandriae, perse la vita ucciso in un bosco da un guardiano dei suoi porci e fu tumulato a Gand, nel monastero di San Pietro (Abbaye Saint-Pierre de Gand).
Dopo la sua morte il fratello, Arnolfo, esautorò i due figli legittimi di Adalolfo, impossessandosi sia della contea di Boulogne che dell'Abbazia di San Bertino.

## Matrimonio e discendenza
Adalolfo aveva sposato una donna di cui non si conoscono né il nome né gli ascendenti, che gli diede due figli:
- un maschio di cui non si conosce il nome e che morì prima del 962[13];
- Arnolfo[14] (920/5-31 gennaio 972), conte di Boulogne;

Adalolfo da un'amante di cui non si conoscono né il nome né gli ascendenti ebbe un figlio:
- Baldovino, detto Baldzo (?- 973), che, secondo la Genealogiae Comitum Flandriae, alla morte del padre Adalolfo fu adottato dallo zio, Arnolfo[12]. Secondo il Cartulaire de l'abbaye de Saint-Bertin, dopo la morte dello zio, nel 964, divenne reggente dalla contea delle Fiandre: infatti nel documento n° 39 del 29 ottobre 965 viene citato col titolo di conte[15]. Si nominò conte di Courtrai. La sua morte è ricordata sia dagli Annales Blandinienses[11], che gli Annales Formoselenses[16], ricordandolo erroneamente come figlio di Rodolfo.

## Ascendenza
|                         |                      |                      | Genitori               |  |  | Nonni |  |  | Bisnonni |  |  | Trisnonni                |  |
|                         |                      |                      |                        |  |  |       |  |  | Odacre   |  |  | Enguerrand delle Fiandre |  |
|                         |                      |                      |                        |  |  |       |  |  | Odacre   |  |  | Enguerrand delle Fiandre |  |
|                         |                      | …                    |                        |  |  |       |  |  | Odacre   |  |  |                          |  |
| Baldovino I di Fiandra  |                      |                      |                        |  |  |       |  |  | Odacre   |  |  |                          |  |
|                         |                      | …                    | …                      |  |  |       |  |  |          |  |  |                          |  |
|                         |                      | …                    | …                      |  |  |       |  |  |          |  |  |                          |  |
|                         |                      | …                    | …                      |  |  |       |  |  |          |  |  |                          |  |
| Baldovino II di Fiandra |                      | …                    |                        |  |  |       |  |  |          |  |  |                          |  |
|                         |                      | Carlo il Calvo       | Ludovico il Pio        |  |  |       |  |  |          |  |  |                          |  |
|                         |                      | Carlo il Calvo       | Ludovico il Pio        |  |  |       |  |  |          |  |  |                          |  |
|                         |                      | Carlo il Calvo       | Giuditta di Baviera    |  |  |       |  |  |          |  |  |                          |  |
| Giuditta di Francia     |                      | Carlo il Calvo       |                        |  |  |       |  |  |          |  |  |                          |  |
|                         |                      | Ermentrude d'Orléans | Oddone d'Orléans       |  |  |       |  |  |          |  |  |                          |  |
|                         |                      | Ermentrude d'Orléans | Oddone d'Orléans       |  |  |       |  |  |          |  |  |                          |  |
|                         |                      | Ermentrude d'Orléans | Engeltrude di Fézensac |  |  |       |  |  |          |  |  |                          |  |
| Adalolfo di Fiandra     |                      | Ermentrude d'Orléans |                        |  |  |       |  |  |          |  |  |                          |  |
|                         | Etelvulfo del Wessex | Egberto del Wessex   |                        |  |  |       |  |  |          |  |  |                          |  |
|                         | Etelvulfo del Wessex | Egberto del Wessex   |                        |  |  |       |  |  |          |  |  |                          |  |
|                         | Etelvulfo del Wessex | …                    |                        |  |  |       |  |  |          |  |  |                          |  |
| Alfredo il Grande       | Etelvulfo del Wessex |                      |                        |  |  |       |  |  |          |  |  |                          |  |
|                         |                      | Osburga              | Oslac di Wight         |  |  |       |  |  |          |  |  |                          |  |
|                         |                      | Osburga              | Oslac di Wight         |  |  |       |  |  |          |  |  |                          |  |
|                         |                      | Osburga              | …                      |  |  |       |  |  |          |  |  |                          |  |
| Elfrida del Wessex      |                      | Osburga              |                        |  |  |       |  |  |          |  |  |                          |  |
|                         |                      | Æthelred Mucel       | …                      |  |  |       |  |  |          |  |  |                          |  |
|                         |                      | Æthelred Mucel       | …                      |  |  |       |  |  |          |  |  |                          |  |
|                         |                      | Æthelred Mucel       | …                      |  |  |       |  |  |          |  |  |                          |  |
| Ealhswith               |                      | Æthelred Mucel       |                        |  |  |       |  |  |          |  |  |                          |  |
|                         |                      | …                    | …                      |  |  |       |  |  |          |  |  |                          |  |
|                         |                      | …                    | …                      |  |  |       |  |  |          |  |  |                          |  |
|                         |                      | …                    | …                      |  |  |       |  |  |          |  |  |                          |  |
|                         |                      | …                    |                        |  |  |       |  |  |          |  |  |                          |  |

### Fonti primarie
- (LA) Monumenta Germaniae Historica, Scriptores, tomus IX. URL consultato il 1º marzo 2020 (archiviato dall'url originale il 12 maggio 2013)..
- (LA) Cartulaire de l'abbaye de Saint-Bertin..
- (LA) Monumenta Germaniae Historica, Scriptores, tomus V. URL consultato il 1º marzo 2020 (archiviato dall'url originale il 23 agosto 2017)..
- (LA) Chartes et documents de l´abbaye de Saint Pierre au Mont Blandin à Gand..

### Letteratura storiografica
- (EN) Old English Chronicles..
- (EN) Annals of Roger de Hoveden, vol. I. URL consultato il 1º marzo 2020 (archiviato dall'url originale il 17 febbraio 2013)..